# Super League (calcio femminile Belgio)
La Super League, ufficialmente Lotto Super League per ragioni di sponsorizzazione, è la massima serie del campionato belga femminile di calcio ed è posto sotto l'egida della federazione calcistica del Belgio (URBSFA/KBVB) che la delega alla Pro League, caso unico in Europa di un campionato femminile gestito dalla lega maschile. La prima stagione fu nel 2015, a seguito della soppressione della BeNe League, campionato misto belga-olandese, e dalla stagione 2020-2021 partecipano dieci squadre. La Super League ha cadenza annuale, inizia ad agosto/settembre e termina a maggio. La detentrice del titolo di campione del Belgio è l'Anderlecht, al suo settimo titolo consecutivo, dopo che lo Standard Liegi aveva vinto le prime due edizioni disputate, l'ultimo assegnato dopo la sua definitiva sospensione a causa della pandemia di COVID-19. Alla stagione 2024-25 la Super League è stato il ventunesimo campionato di calcio femminile in Europa secondo il ranking stilato dall'UEFA.

## Storia
Nel 2015 con la soppressione della BeNe League, campionato misto belga e olandese, venne fondata la Super League, come massima serie del campionato belga. Alla prima edizione parteciparono otto squadre e il campionato venne vinto dallo Standard Liegi. Nella stagione successiva lo Standard Liegi si confermò campione, grazie alla migliore differenza reti rispetto all'Anderlecht con cui aveva chiuso la stagione a pari punti. Dopo la doppietta dello Standard Liegi, l'Anderlecht vinse le sei stagioni successive (2017-18, 2018-19, 2019-20, 2020-21, 2021-22 e 2022-23).

## Formato
La prima stagione (2015-2016) era divisa in due fasi. Nel corso della prima fase le otto squadre partecipanti si affrontavano in un girone all'italiana con partite di andata e ritorno per un totale di 14 giornate. Nella seconda fase le migliori quattro giocavano un ulteriore girone all'italiana e la prima classificata veniva dichiarata campione del Belgio, mentre le peggiori quattro giocavano un girone all'italiana per la salvezza con l'ultima classificata retrocessa in Division 1. Il sistema di assegnazione del punteggio prevedeva 3 punti per la squadra vincitrice dell'incontro, 1 punto a testa in caso di pareggio e nessun punto per la squadra sconfitta. La prima classificata veniva ammessa alla UEFA Women's Champions League della stagione successiva.
Per la seconda stagione (2016-2017) il formato è stato modificato a seguito dell'interruzione dell'attività sportiva del Lierse: le sette squadre partecipanti disputano un doppio girone all'italiana con partite di andata e ritorno, per un totale di 24 giornate. Al termine del campionato la prima classificata veniva dichiarata campione del Belgio ed accedeva alla Women's Champions League della stagione successiva. Non erano previste retrocessioni in Division 1.
Il formato della stagione 2017-2018 venne ulteriormente modificato a seguito della riduzione di organico a 6 squadre, seguito dalla decisione del Eva's Tienen di giocare nel campionato cadetto. Le squadre si affrontarono in un doppio turno (20 partite), al termine del quale le prime 4 giocavano gli spareggi di andata e ritorno (6 partite), mentre le ultime due si affrontavano in una doppia sfida.
Il formato venne modificato nella stagione 2019-2020, che aveva visto il Club Bruges tornare al vertice del campionato nazionale in sostituzione del non iscritto Heist. Alla prima fase nella quale le sei squadre si affrontarono quattro volte, per 20 partite ciascuna, seguiva una seconda fase, con le ultime due classificate che dovevano confrontarsi in un play-off per stabilire le retrocessioni. A causa della pandemia di COVID-19, tuttavia, il campionato venne sospeso e poi definitivamente interrotto, assegnando il titolo all'Anderlecht.
Prima dell'inizio del campionato 2020-2021 venne annunciata la partnership con la lotteria nazionale belga, che entra come sponsor nella denominazione ufficiale del torneo. Il formato muta nuovamente, riproponendo la formula dei play-off e, al seguito di una decisione di promuovere ulteriormente il calcio femminile nazionale e di contare su un organico di maggiore diffusione geografica, integrando quattro nuove squadre, Eendracht Aalst e White Star Woluwé promosse dalla Division 1 rispettivamente come vincitrice e seconda classificata del precedente campionato, assieme a Charleroi e Zulte Waregem come richiesto dalle ultime normative delle federazione ai club iscritti alla Pro League maschile. Altra novità riguarda il Club Bruges, che a seguito di un'operazione di rebranding si iscrive con la nuova denominazione Club YLA.
Nella stagione 2022-23 è stata ammessa un'undicesima squadra, il Malines, mentre nella stagione successiva il numero di squadre partecipanti è tornato a 10 dopo che l'Eendracht Aalst aveva rinunciato alla licenza. A seguito della rinuncia di tre squadre e con l'ammissione del Westerlo, le partecipanti sono scese ad otto per la stagione 2024-25.

## Le squadre
Alla stagione 2024-25 hanno partecipato le seguenti undici squadre:
- Anderlecht
- Club YLA
- Genk
- Gent
- OH Lovanio
- Standard Liegi
- Westerlo
- White Star Woluwé

## Albo d'oro
- 2015-2016:  Standard Liegi (1º)
- 2016-2017:  Standard Liegi (2º)
- 2017-2018:  Anderlecht (1º)
- 2018-2019:  Anderlecht (2º)
- 2019-2020:  Anderlecht (3º)
- 2020-2021:  Anderlecht (4º)
- 2021-2022:  Anderlecht (5º)
- 2022-2023:  Anderlecht (6º)
- 2023-2024:  Anderlecht (7º)
- 2024-2025:  OH Lovanio (1º)

## Statistiche

### Titoli per squadra
| Squadra        | Titoli | Anni                                                          |
| -------------- | ------ | ------------------------------------------------------------- |
| Anderlecht     | 7      | 2017-18, 2018-19, 2019-20, 2020-21, 2021-22, 2022-23, 2023-24 |
| Standard Liegi | 2      | 2015-16, 2016-17                                              |
| OH Lovanio     | 1      | 2024-25                                                       |